# Mychajliwka (hromada Stepowe)
Mychajliwka (ukr. Михайлівка) – wieś na Ukrainie, w obwodzie mikołajowskim, w rejonie mikołajowskim, w hromadzie Stepowe. W 2001 liczyła 1456 mieszkańców.